# Phổ Đà, Thượng Hải
Phổ Đà (tiếng Trung: 普陀区, Hán Việt: Phổ Đà khu) là một quận của thành phố trực thuộc trung ương Thượng Hải, Cộng hòa Nhân dân Trung Hoa. Đây là một quận nội thành của Thượng Hải. Quận này có diện tích 54,83 km2, dân số năm theo điều tra dân số năm 2000 là 1.051.700 người.